# Elecciones municipales de Taipéi de 1964
Las elecciones municipales de Taipéi de 1964 tuvieron lugar el 26 de enero y el 24 de abril del mencionado año con el objetivo de elegir a los miembros del Concejo Municipal y al Alcalde de la Capital Provisional para el período 1964-1968. Después de que el gobierno de la República de China, liderado por el dictador Chiang Kai-shek, realizara algunas concesiones menores en cuanto al manejo del proceso electoral en la capital, el exalcalde Henry Kao Yu-shu, una de las figuras más populares de la oposición, aceptó presentarse nuevamente, levantando el boicot de las anteriores elecciones.
Kao, presentado como candidato independiente pero apoyado por el Partido Socialista Democrático de China y el Partido de la Democracia de China, obtuvo una estrecha victoria con el 53.10% de los votos contra el 47.27% de Zhou Baili, candidato del Kuomintang, oficialista y partido único de facto a nivel nacional. Los demás candidatos no superaron el 1% de los votos, y la participación fue del 73.46%.
Aunque el régimen de Chiang aceptó el resultado y Kao fue juramentado el 2 de junio de 1964 sin problemas, las pérdidas municipales sufridas por el Kuomintang en ciudades importantes donde las elecciones fueron consideradas libres (Taipéi, Tainan y Taintung) alarmaron al gobierno. En gran parte debido a esto, en 1967, se abolió la elección directa del Alcalde de Taipéi, reestructurando el municipio y convirtiendo el puesto en un cargo designado por el presidente de la república. Kao fue, sin embargo, mantenido en el cargo durante varios años después de esta reforma, a fin de evitar protestas de los ciudadanos de la capital. Se retiraría y se uniría al Kuomintang en 1972.
No volverían a realizarse elecciones directas en Taipéi hasta la democratización del país, en la década de 1990.

## Resultados
|  | 53.10 % |

|  | 47.27 % |

|  | 0.89 % |

|  | 0.20 % |

|  | 0.15 % |

|  | 98.17 % |

|  | 1.82 % |

|  | 0.01 % |

|  | 100.00 % |

|  | 73.46 % |